# Religió a Àfrica

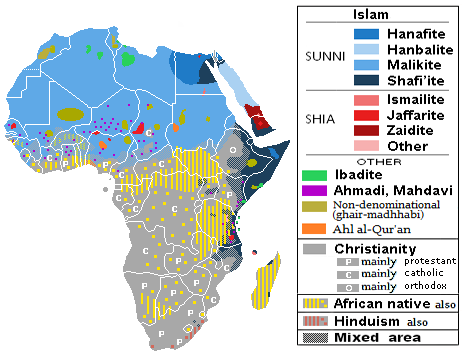
Distribució de les religions a Àfrica

La religió a Àfrica té un caràcter molt divers. Gran part del continent professa religions tradicionals africanes, incloses en l'imprecís grup anomenat animista.
L'Islam en té una presència dominant al nord, i remarcable al Sàhara, al Sahel, a l'Àfrica Occidental i a l'Oriental. El cristianisme monofisita, tot i que més antic que l'islam, restà confinat a Etiòpia. Del segle XX ençà hi adquiriran una importància creixent el catolicisme i el protestantisme.
Tant l'islam, però, com el cristianisme es troben a Àfrica amb sincretismes més o menys sectaritzats com el kimbaguisme o l'Església cristiana celestial, que es reprodueixen gràcies a la fortalesa implícita dels conceptes de les religions tradicionals. Aquestes religions tradicionals africanes tenen una presència notable a Amèrica, sobretot el vodú a Haití, la religió ioruba i les religions de l'antic Regne del Congo al Carib i al Brasil principalment. També hi ha minories hinduistes.

## Dades aproximades
| Regió             | Total de la població (2006) | % Cristians | % Musulmans | % Tradicional | % Hindús | % Bahai | % Jueus | % Agnòstics | % Altres |
| ----------------- | --------------------------- | ----------- | ----------- | ------------- | -------- | ------- | ------- | ----------- | -------- |
| Àfrica Central    | 118,735,099                 | 81.25 %     | 9.68 %      | 7.98 %        | 0.1 %    | 0.38 %  | 0.0 %   | 0.57 %      | 0.19 %   |
| Àfrica Oriental   | 302,636,533                 | 63.87 %     | 21.83 %     | 13.09 %       | 0.49 %   | 0.35 %  | 0.0 %   | 0.0 %       | 0.44 %   |
| Nord d'Àfrica     | 209,948,396                 | 9.0 %       | 87.6 %      | 2.2 %         | 0.0 %    | 0.0 %   | 0.0 %   | 1.1 %       | 0.1 %    |
| Àfrica Austral    | 50,619,998                  | 82.0 %      | 2.2 %       | 9.7 %         | 2.1 %    | 0.7 %   | 0.1 %   | 2.7 %       | 0.3 %    |
| Àfrica Occidental | 274,271,145                 | 35.70 %     | 48.13 %     | 15.73 %       | 0.0 %    | 0.07 %  | 0.0 %   | 0.31 %      | 0.06 %   |

## Religions ètniques
Les religions ètniques africanes són molt variades. Hi perduren, principalment:
- Caçadors recol·lectors: divinitzen el bosc i agraeixen, als que imaginen que són els seus pobladors sobrenaturals, l'aliment i l'ajuda. En viure en grups molt reduïts i nòmades no tenen santuaris ni especialistes religiosos.

- Pastors: el bestiar és diví i els rituals principals intenten propiciar la fertilitat dels animals i preservar-ne la salut.

- Llauradors: formen grups més nombrosos; tenen déus de collites, però també deïtats supremes.

Els rituals africans són molt variats: els principals donen culte als avantpassats, intenten deslliurar-se de la bruixeria o posen en relleu la sobirania de reis i governants.

### Culte als avantpassats
En alguns pobles, es posa a un nounat el nom d'un ancestre perquè així seguisca vivint en el cos del nou descendent. Però un avantpassat, que seguirà vivint al costat de la seua família per protegir-la, pot desaparéixer o convertir-se en un ésser nociu per a la família, si és oblidat i se li deixa d'honorar.
S'atribueix als avantpassats qualitats corporals i espirituals. Així, per exemple, són invisibles però circumstancialment poden veure's; tenen la capacitat d'entrar dins dels humans i dels animals salvatges; i de consumir menjar o begudes, per això se'ls en ofereix en els ritus.
Gràcies a la seua condició sobrehumana i la seua proximitat al creador, els avantpassats es consideren sovint mitjancers entre la divinitat i els parents vius. No tot qui mor es converteix en un avantpassat que continua vivint al costat de la família. Per a això, cal haver portat una vida moralment bona. En alguns pobles, l'enterrament apropiat hi és una altra condició necessària.

### Déus
La immensa majoria de pobles creuen en l'existència d'un déu creador que governa tots els poders divins i humans. Aquest, nascut de vegades d'una mare, visqué entre els humans fins que, per causes diferents, acabà deixant la terra i despreocupant-se de la seua creació i dels éssers humans, per la qual cosa els humans no hi tenen relació. A més creuen que els seus déus ressusciten en altres éssers vius o en objectes.
A més d'aquest déu llunyà, en la natura hi ha altres forces espirituals encarnades en distintes deïtats que són prop dels humans, i els poden resultar beneficioses o malignes: poden ser presents als boscos, a les muntanyes, als rius, en determinats animals, arbres o plantes.

### Sacerdots
Ells s'encarreguen d'efectuar els rituals, de presidir i dirigir les cerimònies. Fan de mitjancers entre el món dels vius i el dels ancestres.
Normalment, l'exercici del sacerdoci requereix un llarg aprenentatge, ja que, a més de ser el mantenidor de les idees espirituals i les tradicions, haurà d'aprendre les tècniques que emprarà sobre plantes i les tècniques curatives, etc. Recorre també a tècniques d'endevinament, tot i que aquest terme no n'és l'adequat, doncs no intenten conéixer el futur sinó entendre el present. El sacerdoci no és un ofici hereditari.
Quan hi ha problemes greus i se'n desconeixen les causes o no s'hi troba solucions, els creients acudeixen a aquests sacerdots. Per obtenir el favor dels ancestres, el sacerdot els oferirà sacrificis i aliments. El sacerdot ha de ser una persona íntegra moralment, i generosa.

### Tribus

#### Tawana
La societat es divideix en onze grups, que són: Thlaping, Rolong, Kwena, Kgatia, Kgalagadi, Twana, Hurutshe, Gwaketse, Ngwato, Tlowka i Malete. La societat es compon per homes, dones, xiquets i els “badimo”, que són els ancestres amb poders.
En la seua religió, el “modimo” és el gran Déu o “gran esperit”, mentre que els “badimo” són agents del “modimo”.

### Àkans
Els àkans creuen que l'univers fou creat per un Ésser Suprem a qui també anomenen Creador, Déu, Infinit, Gran Dissenyador, etc.
Creuen, a més, que la creativitat humana influeix positivament o negativa sobre l'univers, i es desenvolupa pels qui ja han mort, els que viuen i els que naixeran.
L'Ésser Suprem és indestructible, i per crear la “kra” ('ànima humana') hi posa una part de la seua ànima. És per això que quan un àkan mor, la seua ànima es reencarna en alguna persona amb el nom que la persona morta tenia en vida.

#### Zulu
El seu Déu Creador, Nkulunkulu, influeix en tots els afers humans.
Cal invocar els ancestres (AmaDlozi) amb processos d'endevinació per aconseguir-ne coses bones. Els endevins, que quasi sempre són dones, tenen gran importància en la vida quotidiana del poble zulu.
Les coses roïnes són resultat de la bruixeria maligna o dels esperits ofesos dels ancestres. Cap infortuni es veu en la vida com a resultat de causes naturals.
Per a la neteja, tradicionalment, s'empraven plats i coberts diferents per a menjars distints, i era obligatori el bany tres vegades al dia.

#### Vodú

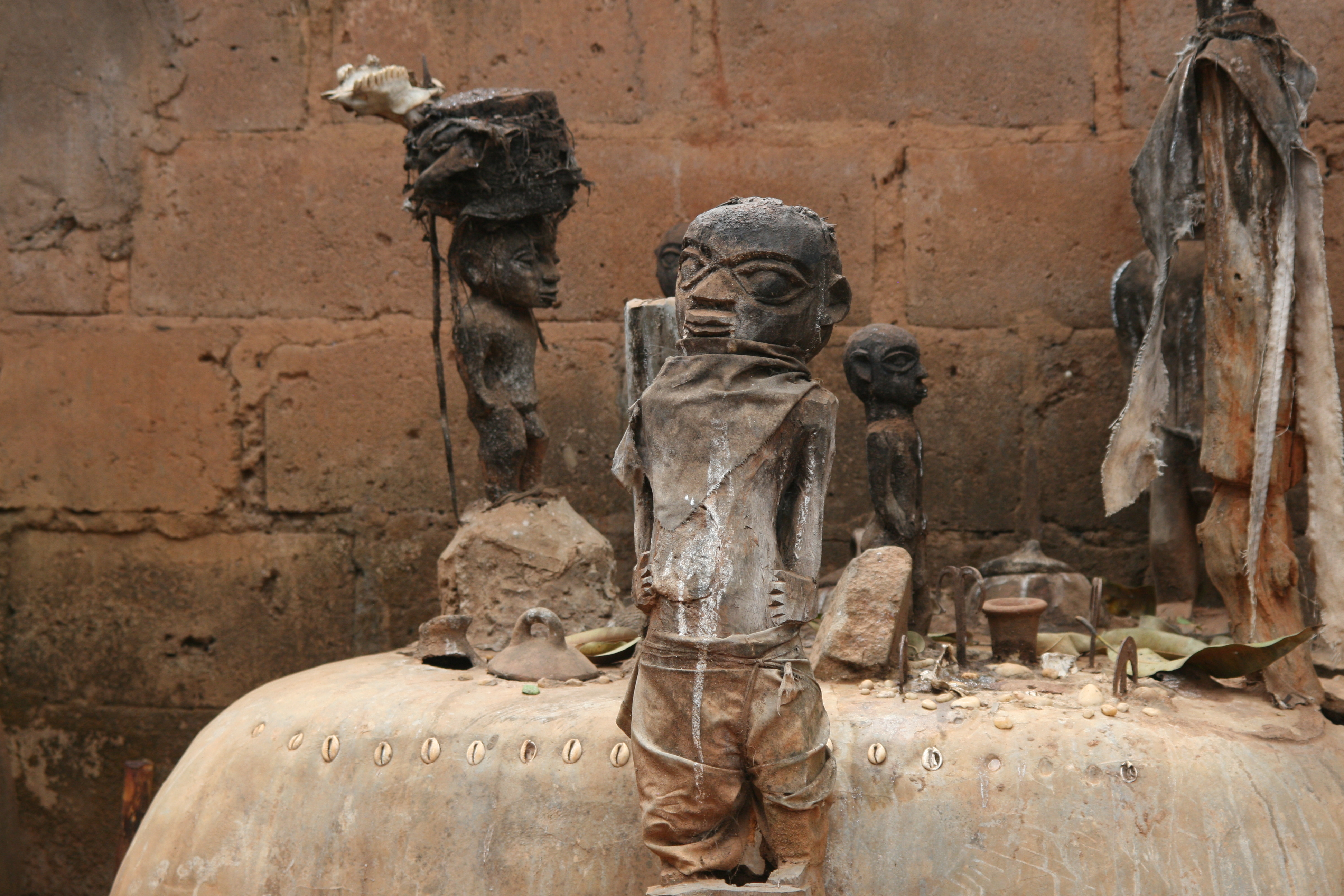
Altar vodú a Abomey, Benín

El terme "vodú" és la traducció d'un mot africà que significa 'esperit' o 'déu'. L'origen i trets d'aquesta religió venen del poble africà ioruba.

## Sincretisme
El sincretisme és la combinació de diferents (i a voltes contradictòries) creences. Sovint, intenta fusionar les pràctiques de distintes escoles de pensament.
A Àfrica, el sincretisme amb creences autòctones es practica en tot el continent, sembla que per obtenir tolerància religiosa entre els distints grups. Kwesi Yankah i Mbiti John argumenten que molts pobles africans hui dia tenen un patrimoni religiós "mixt" per tractar de conciliar les religions tradicionals amb les abrahàmiques.
Jesse Mugambi afirma que el cristianisme ensenyat als africans pels missioners tenia por del sincretisme, i intentà de mantenir-hi el cristianisme "pur".
Altres opinen que el sincretisme africà pot ser exagerat, a causa d'una mala interpretació de la capacitat de les poblacions locals per formar-se la seua pròpia ortodòxia i, també, per la confusió sobre què és cultura i què religió.
Altres afirmen que el sincretisme és un fet difícil d'assolir, perquè es pot aplicar per referir-se a la substitució o modificació dels elements centrals del cristianisme o l'islam per les creences o pràctiques d'un altre indret. Les conseqüències en aquesta definició, segons Keith Ferdinando, són un compromís greu de la integritat de la religió. Les comunitats africanes, però (per exemple, l'afroasiàtica), tenen moltes pràctiques comunes que es troben també en les religions abrahàmiques, per això aquestes tradicions no entren en algunes definicions de sincretisme.